# Giorgio Lattanzi
Giorgio Lattanzi (Roma, 26 gennaio 1939) è un magistrato italiano, giudice della Corte costituzionale dal 9 dicembre 2010 e Presidente della Corte dall'8 marzo 2018 fino al 9 dicembre 2019, quando termina il suo mandato alla Consulta. Dal 30 gennaio 2020 è Presidente del Comitato direttivo della Scuola Superiore della Magistratura.

## Biografia
Nato a Roma ma di famiglia originaria di Vico nel Lazio in Ciociaria, dove ha casa e torna di frequente e  di cui è cittadino onorario, si è laureato in giurisprudenza nel 1962, presso l'Università di Roma "La Sapienza"; dopo due anni è entrato in magistratura. Ha percorso tutte le tappe della carriera fino in Corte di Cassazione, dove è entrato nel 1985. Presso la Suprema Corte ha prestato servizio prima fino al 1996 e poi, di nuovo, dal 2001 fino al 19 novembre 2010, quando è stato eletto giudice della Corte Costituzionale in sostituzione di Francesco Amirante.
L'impegno nell'ordine giudiziario è stato spesso intervallato dall'assunzione di compiti presso il Ministero della Giustizia, dove è stato dal 1977 al 1979 come addetto all'ufficio legislativo e dove è tornato nel 1982 per svolgere funzioni di coordinamento dei lavori per la redazione del nuovo codice di procedura penale, successivamente all'entrata in vigore del quale ha fatto parte della commissione istituita per studiarne il funzionamento e proporre eventuali modifiche.

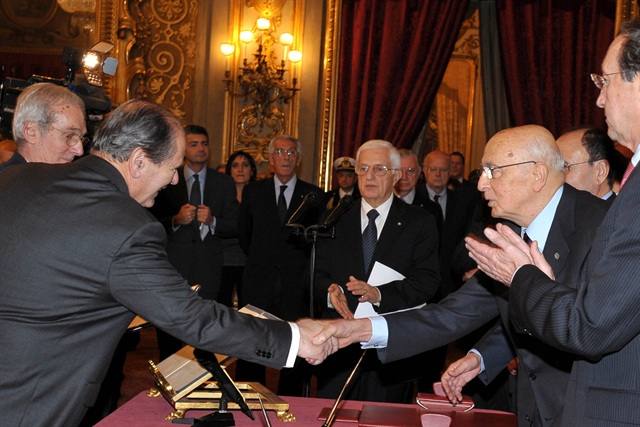
Lattanzi (a sinistra) durante il giuramento come giudice costituzionale dinanzi all'allora presidente della Repubblica italiana Napolitano (2010).

A Via Arenula ha servito ancora fra il 1996 e il 2001, come direttore dell'Ufficio per gli Affari penali del ministro della giustizia; ultimamente ha fatto parte della commissione ministeriale per la riforma del codice penale e ha presieduto l'osservatorio sui problemi e sul sostegno delle vittime dei reati.
Lattanzi è anche stato docente universitario a contratto presso la LUISS e ha scritto numerosi testi in materia di diritto e procedura penale. È stato direttore della rivista Cassazione penale, della Rassegna di giurisprudenza e di dottrina sul codice penale e della Rassegna di giurisprudenza e di dottrina sul codice di procedura penale (queste ultime assieme a Ernesto Lupo).
Il 12 novembre 2014 viene nominato vicepresidente della Corte costituzionale dal presidente Alessandro Criscuolo e riconfermato come vicario il 24 febbraio 2016 dal neoeletto presidente Paolo Grossi.
Finito il mandato di Paolo Grossi, l'8 marzo 2018 è stato eletto presidente della Corte costituzionale con 12 voti a favore e una scheda bianca.
Il 9 dicembre 2019 termina il suo mandato di Giudice Costituzionale, assumendo il titolo di emerito; nel contempo cessa anche dalla carica di Presidente.
La Corte di cassazione ha eletto, come suo sostituto, Stefano Petitti entrato in carica il 10 dicembre.

Nel maggio 2021 viene nominato dalla Ministra della Giustizia Marta Cartabia, commissario del Ministero della Giustizia per la stesura di emendamenti da inserire nella riforma del sistema processuale penale italiano.